# Eugeniusz Małecki
Eugeniusz Tomasz Małecki (ur. 27 lipca 1957 w Kucharach) – polski prawnik, urzędnik państwowy i samorządowy, w latach 1991–1998 wojewoda kaliski.

## Życiorys
W 1980 ukończył studia prawnicze na Uniwersytecie im. Adama Mickiewicza w Poznaniu. W latach 80. pracował w „Samopomocy Chłopskiej” w Kaliszu. W 1990 zatrudniony w Biurze Poselsko-Senatorskim OKP w Kaliszu. W tym samym roku został powołany na wicewojewodę kaliskiego, w latach 1991–1998 sprawował urząd wojewody (z nominacji premiera Jana Krzysztofa Bieleckiego). W trakcie pełnienia tej funkcji i po odejściu ze stanowiska wykonywał mandat radnego gminy Gołuchów (1991–2006), był delegatem do Sejmiku Samorządowego Województwa Kaliskiego. Objął funkcję prezesa spółki Sport Pleszew. W 2010 bez powodzenia kandydował do rady powiatu pleszewskiego z ramienia lokalnego komitetu. Po wyborach w 2014 objął funkcję wicestarosty powiatu pleszewskiego; zrezygnował z tego stanowiska w 2017.